# Raión de Pohrebysche
Raión de Pohrebysche (en ucraniano: Погребищенський район) es un antiguo raión o distrito de Ucrania en el óblast de Vínnytsia. 
Comprende una superficie de 1199 km².
La capital fue la ciudad de Pohrebysche.

## Demografía
Según estimación 2010 contaba con una población total de 32689 habitantes.

## Otros datos
El código KOATUU es 523400000. El código postal 22200 y el prefijo telefónico +380 4346.